# Csűrös Emília
Csűrös Emília, Bérczes Istvánné, B. Csűrös Emília (Dálya, 1897. október 5. – Budapest, 1970. szeptember 9.) magyar ifjúsági író. Csűrös István nővére.

## Életpályája
A nagyenyedi református tanítóképzőben szerzett oklevelet, a Cimbora Benedek Elek nevelte munkatársa, majd Kolozsvárt az Ellenzék és az Újság, később Nagyváradon az Erdélyi Lapok számára dolgozott. Írásait közölte A Hírnök, a Jóbarát, s az Új Cimbora is. Gyermekszíndarabjai és köszöntői, dalos játékai, ifjúsági regényei a nevelő célzatot a honszeretettel fűzték egybe, s szívesen újította fel az erdélyi hagyományokat.
1941-ben Magyarországra költözött, itt megjelent számos munkája közül kiemelkedett a Kisbaconi fenyőfák (Budapest, 1943) megható személyi emlékezése. Benedek Elek hozzá írt 30 levelét a Benedek Elek irodalmi levelezése : 1921-1929 (I. 1979) közölte.

## Művei
- Gyermekszíndarabok és köszöntők (Kolozsvár, 1930)
- "Fű kizöldül ó sírhanton" (elbeszélések, Kolozsvár, 1930)[1]
- Az erdő varázsa (gyermekdalos játék, Kolozsvár, 1931)
- Csillagszállás (gyermekszíndarabok és köszöntők, Nagyvárad, 1932)
- Ripsz és ropsz : [két kócos kutya története]. (Budapest, 1933)
- Szeretnék szántani... (ifjúsági regény, Budapest, 1937)
- Kalotay Margit. Ifjúsági regény leányok számára. (Budapest, 1941, 1945)
- Kalotay Margit esküvője ifjúsági regény (Bp. Szent István Társulat, 1942)
- Kalotay Margit néni (Bp. Szent István Társulat, [1945])
- Eltünt egy kislány (Bp., Dante, 1942)
- Kislányból nagylány (Bp., Dante, 1942)
- Az erdélyi kislány (Bp., Dante, 1942)
- Erdélyi legenda; Szt. István Társulat, Bp., 1942
- Kisbaconi fenyőfák. Ifjúsági regény; Új Idők, Bp., 1943
- Hadik András népe. Regény az ifjúságnak; Szt. István Társulat, Bp., 1943
- Lexi és a vöröskereszt (Bp., 1943)
- Lexi békét köt. Ifjúsági regény. Pál György rajzaival (Budapest, 1943)
- Andrisék új világa. Ifjúsági regény (Budapest, 1944)

## Műfordítás
- Lisbeth Burger: Bölcsőre hulló fények és árnyak : egy bába naplója. Nagyvárad, 1937)[2]